# Direito de família
Direito de família é o ramo do direito que contém normas jurídicas relacionadas com a estrutura, organização e proteção da família. Ramo que trata das relações familiares e das obrigações e direitos decorrentes dessas relações, ou seja, é o ramo do Direito que regula e estabelece as normas de convivência familiar.
Dentro do Direito de Família, encontramos o Casamento, que é a união voluntária entre duas pessoas do sexos opostos, formalizada nos termos da Lei, com o objetivo de manter uma plena comunhão de vida. 
Em Portugal encontra-se regulado no livro quarto do Código Civil.
A matéria está regulada no Código Civil Brasileiro de 10 de Janeiro de 2002, nos artigos 1.511 a 1.783 (Livro IV - Do direito da família) e de 1.784 a 2.046 (Livro V - Do direito das sucessões).
Ela disciplina, ainda, a necessidade de contrato entre conviventes (concubinos), regimes de bens e sua mutabilidade, entre outras matérias.
Também parte deste ramo do direito, ainda que não positivada (publicada em norma escrita) é aquela referente aos esponsais, fase anterior ao casamento conhecida principalmente por noivado e que pode gerar efeitos jurídicos.

## Abandono afetivo paterno
Atualmente, discute-se sobre a existência do dever de indenizar o filho abandonado afetivamente pelo pai. O conflito de entendimentos é forte. De um lado, há uma corrente que acredita que o afeto está ligado diretamente ao dever de educar, previsto em Lei, tese não defendida por alguns autores¹. Essa possibilidade tem gerado debates entre estudiosos do Direito de Família e da Responsabilidade Civil.

## No Brasil
O Brasil conta com o Instituto Brasileiro de Direito de Família (IBDFAM) que participa ativamente das discussões que afetam o destino da sociedade brasileira na área de Direito de Família, com atuações no Executivo, Legislativo e imprensa.